# 톱 연주

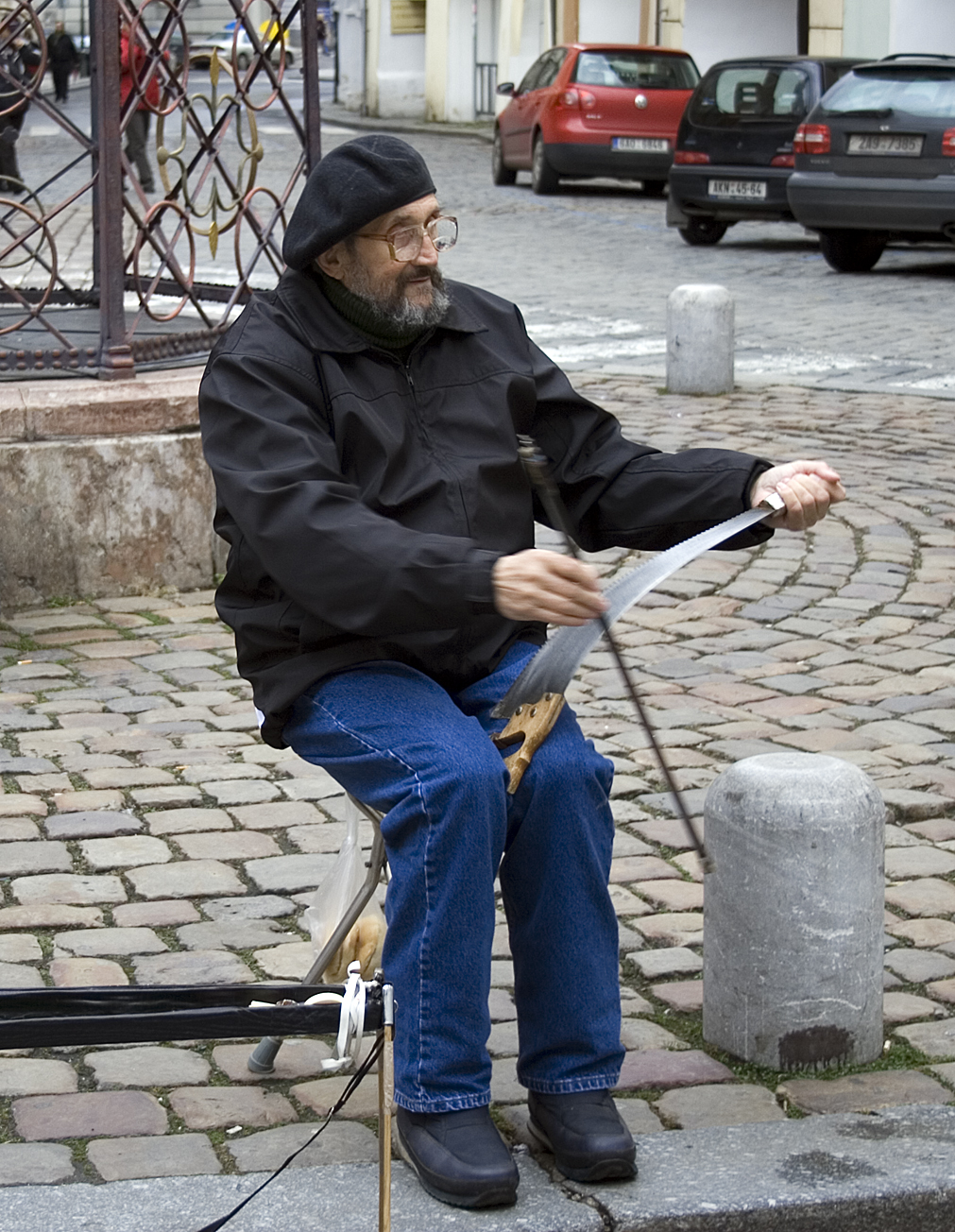
톱 연주

톱 연주는 톱에 활을 문질러 연주하는 것이다. 톱의 손잡이를 다리 사이에 끼고 구부리는 정도로 음높이를 바꾼다.